# Sárospatak vasútállomás
Sárospatak vasútállomás egy Borsod-Abaúj-Zemplén vármegyei vasútállomás, Sárospatak településen, melyet a MÁV üzemeltet. 1985-ben adták át az állomás új épületét és előtte a helyközi autóbusz terminált.

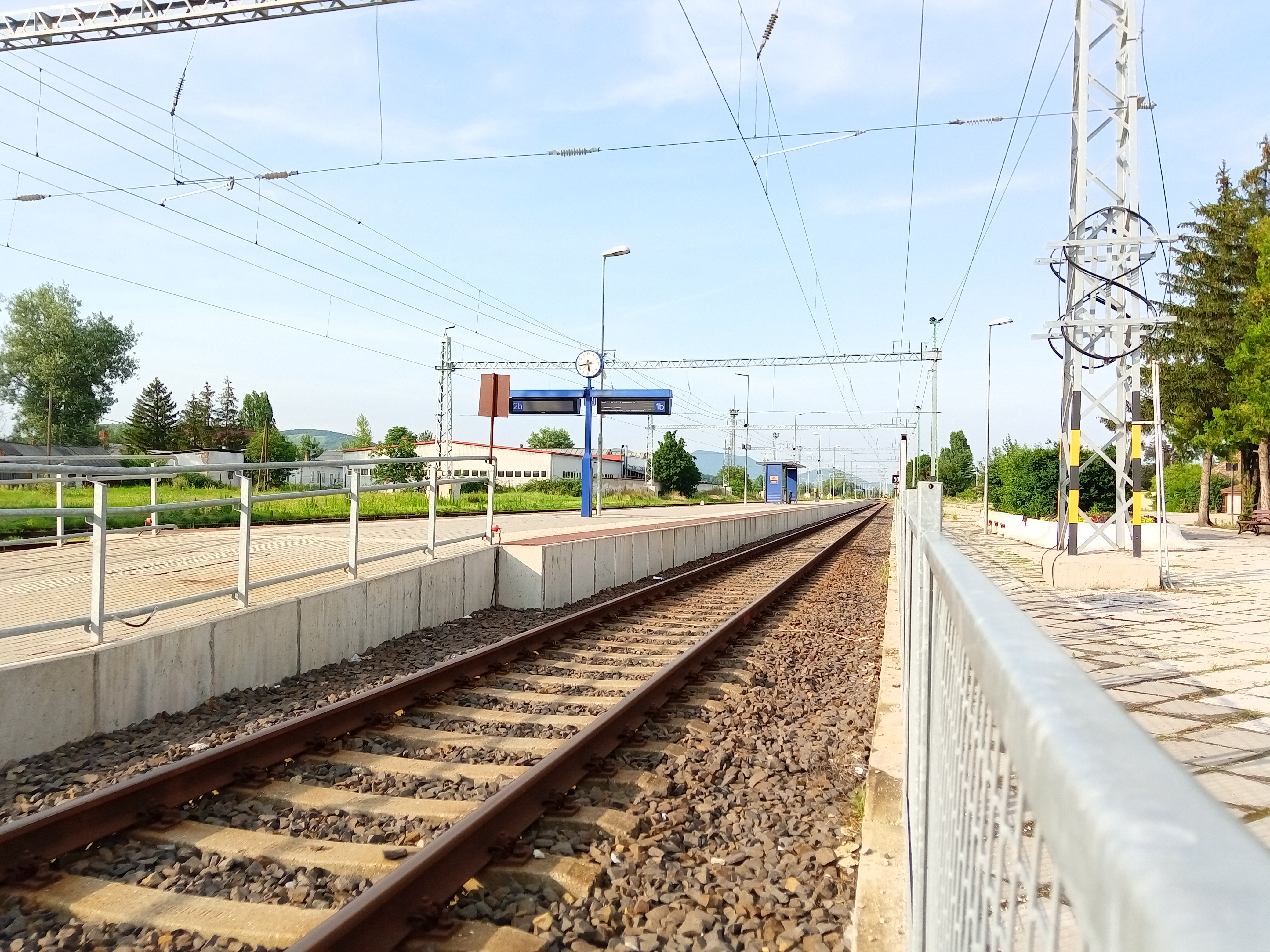
Az állomás vágányai

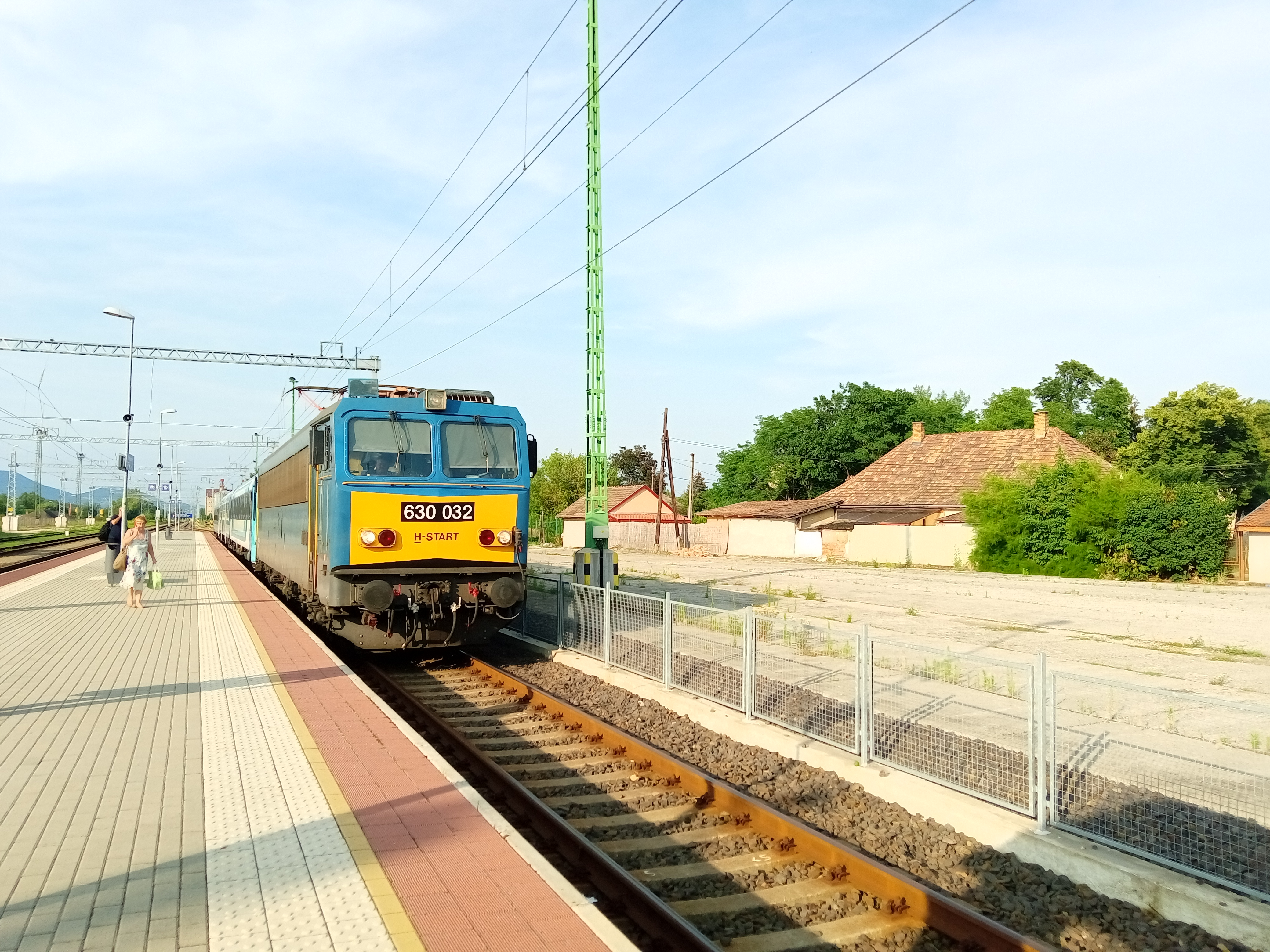
Zemplén IC érkezik az állomásra, Giganttal

## Vasútvonalak
Az állomást az alábbi vasútvonalak érintik:
- Budapest–Sátoraljaújhely-vasútvonal

## Kapcsolódó állomások
A vasútállomáshoz az alábbi állomások vannak a legközelebb:
- Bodrogolaszi megállóhely (Budapest–Sátoraljaújhely-vasútvonal)
- Sátoraljaújhely vasútállomás (Budapest–Sátoraljaújhely-vasútvonal)

## Forgalom
| Járat             | Útvonal | Gyakoriság |
| ----------------- | --- | ---------- |
| személyvonat      | Füzesabony – Szihalom – Mezőkövesd – Mezőkövesd felső – Mezőkeresztes-Mezőnyárád – Csincse – Emőd – Nyékládháza – Miskolc-Tiszai – Felsőzsolca – Hernádnémeti-Bőcs – Tiszalúc – Taktaharkány – Taktaszada – Szerencs – Mezőzombor – Bodrogkeresztúr – Szegi – Erdőbénye – Olaszliszka-Tolcsva – Bodrogolaszi – Sárospatak – Sátoraljaújhely | 2 óránként |
| személyvonat      | Miskolc-Tiszai – Felsőzsolca – Hernádnémeti-Bőcs – Tiszalúc – Taktaharkány – Taktaszada – Szerencs – Mezőzombor – Bodrogkeresztúr – Szegi – Erdőbénye – Olaszliszka-Tolcsva – Bodrogolaszi – Sárospatak – Sátoraljaújhely | Napi 2 pár |
| személyvonat      | Szerencs – Mezőzombor – Bodrogkeresztúr – Szegi – Erdőbénye – Olaszliszka-Tolcsva – Bodrogolaszi – Sárospatak – Sátoraljaújhely | 2 óránként |
| Füzér InterCity   | Budapest-Keleti – Füzesabony – Miskolc-Tiszai – Szerencs – Olaszliszka-Tolcsva – Sárospatak – Sátoraljaújhely | Napi 1 pár |
| Zemplén InterCity | Budapest-Keleti – Hatvan – Mezőkövesd – Miskolc-Tiszai – Szerencs – Bodrogkeresztúr – Erdőbénye – Olaszliszka-Tolcsva – Bodrogolaszi – Sárospatak – Sátoraljaújhely | 2 óránként |